# Grand Prix Itálie 1975
Grand Prix Itálie 1975 (oficiálně XLVI Gran Premio d'Italia) se jela na okruhu Autodromo Nazionale Monza v Monze v Itálii dne 7. září 1975. Závod byl třináctým v pořadí v sezóně 1975 šampionátu Formule 1.

## Závod
| Poř.   | No. | Jezdec             | Konstruktér     | Počet kol | Čas/Odstoupení    | Pořadí na startu | Body |
| ------ | --- | ------------------ | --------------- | --------- | ----------------- | ---------------- | ---- |
| 1      | 11  | Clay Regazzoni     | Ferrari         | 52        | 1:22:42.6         | 2                | 9    |
| 2      | 1   | Emerson Fittipaldi | McLaren-Ford    | 52        | + 16.6            | 3                | 6    |
| 3      | 12  | Niki Lauda         | Ferrari         | 52        | + 23.2            | 1                | 4    |
| 4      | 7   | Carlos Reutemann   | Brabham-Ford    | 52        | + 55.1            | 7                | 3    |
| 5      | 24  | James Hunt         | Hesketh-Ford    | 52        | + 57.1            | 8                | 2    |
| 6      | 16  | Tom Pryce          | Shadow-Ford     | 52        | + 1:15.9          | 14               | 1    |
| 7      | 4   | Patrick Depailler  | Tyrrell-Ford    | 51        | + 1 kolo          | 12               |      |
| 8      | 3   | Jody Scheckter     | Tyrrell-Ford    | 51        | + 1 kolo          | 4                |      |
| 9      | 34  | Harald Ertl        | Hesketh-Ford    | 51        | + 1 kolo          | 17               |      |
| 10     | 25  | Brett Lunger       | Hesketh-Ford    | 50        | + 2 kola          | 21               |      |
| 11     | 30  | Arturo Merzario    | Fittipaldi-Ford | 48        | + 4 kola          | 26               |      |
| 12     | 32  | Chris Amon         | Ensign-Ford     | 48        | + 4 kola          | 19               |      |
| 13     | 6   | Jim Crawford       | Lotus-Ford      | 46        | + 6 kol           | 25               |      |
| 14     | 20  | Renzo Zorzi        | Williams-Ford   | 46        | + 6 kol           | 22               |      |
| Ret    | 17  | Jean-Pierre Jarier | Shadow-Matra    | 32        | Palivové čerpadlo | 13               |      |
| Ret    | 29  | Lella Lombardi     | March-Ford      | 21        | Nehoda            | 24               |      |
| Ret    | 10  | Hans Joachim Stuck | March-Ford      | 15        | Nehoda            | 16               |      |
| Ret    | 21  | Jacques Laffite    | Williams-Ford   | 7         | Převodovka        | 18               |      |
| Ret    | 8   | Carlos Pace        | Brabham-Ford    | 6         | Klapka            | 10               |      |
| Ret    | 22  | Rolf Stommelen     | Hill-Ford       | 3         | Nehoda            | 23               |      |
| Ret    | 2   | Jochen Mass        | McLaren-Ford    | 2         | Nehoda            | 5                |      |
| Ret    | 5   | Ronnie Peterson    | Lotus-Ford      | 1         | Motor             | 11               |      |
| Ret    | 23  | Tony Brise         | Hill-Ford       | 1         | Nehoda            | 6                |      |
| Ret    | 27  | Mario Andretti     | Parnelli-Ford   | 1         | Nehoda            | 15               |      |
| Ret    | 9   | Vittorio Brambilla | March-Ford      | 1         | Spojka            | 9                |      |
| Ret    | 14  | Bob Evans          | BRM             | 0         | Elektronika       | 20               |      |
| DNQ    | 31  | Roelof Wunderink   | Ensign-Ford     |           |                   |                  |      |
| DNQ    | 35  | Tony Trimmer       | Maki-Ford       |           |                   |                  |      |
| Zdroj: |     |                    |                 |           |                   |                  |      |

## Průběžné pořadí po závodě
Pohár jezdců
| Pořadí | Jezdec             | Body |
| ------ | ------------------ | ---- |
| 1      | Niki Lauda         | 55,5 |
| 2      | Emerson Fittipaldi | 39   |
| 3      | Carlos Reutemann   | 37   |
| 4      | James Hunt         | 30   |
| 5      | Clay Regazzoni     | 25   |
| Zdroj: |                    |      |

Pohár konstruktérů
| Pořadí | Konstruktér  | Body    |
| ------ | ------------ | ------- |
| 1      | Ferrari      | 63,5    |
| 2      | Brabham-Ford | 54 (56) |
| 3      | McLaren-Ford | 47      |
| 4      | Hesketh-Ford | 30      |
| 5      | Tyrrell-Ford | 24      |
| Zdroj: |              |         |